# پرکینز (مینه‌سوتا)
پرکینز (به انگلیسی: Perkins) یک منطقهٔ مسکونی در ایالات متحده آمریکا است که در مینه‌سوتا واقع شده است. پرکینز ۲۳۱٫۰۴ متر بالاتر از سطح دریا قرار دارد.